# Villefranche-sur-Mer
Villefranche-sur-Mer är en kommun i departementet Alpes-Maritimes i regionen Provence-Alpes-Côte d'Azur i sydöstra Frankrike. Kommunen ligger  i kantonen Villefranche-sur-Mer som ligger i arrondissementet Nice. År 2022 hade Villefranche-sur-Mer 5 012 invånare.

## Befolkningsutveckling
Antalet invånare i kommunen Villefranche-sur-Mer
Referens: INSEE

## Galleri

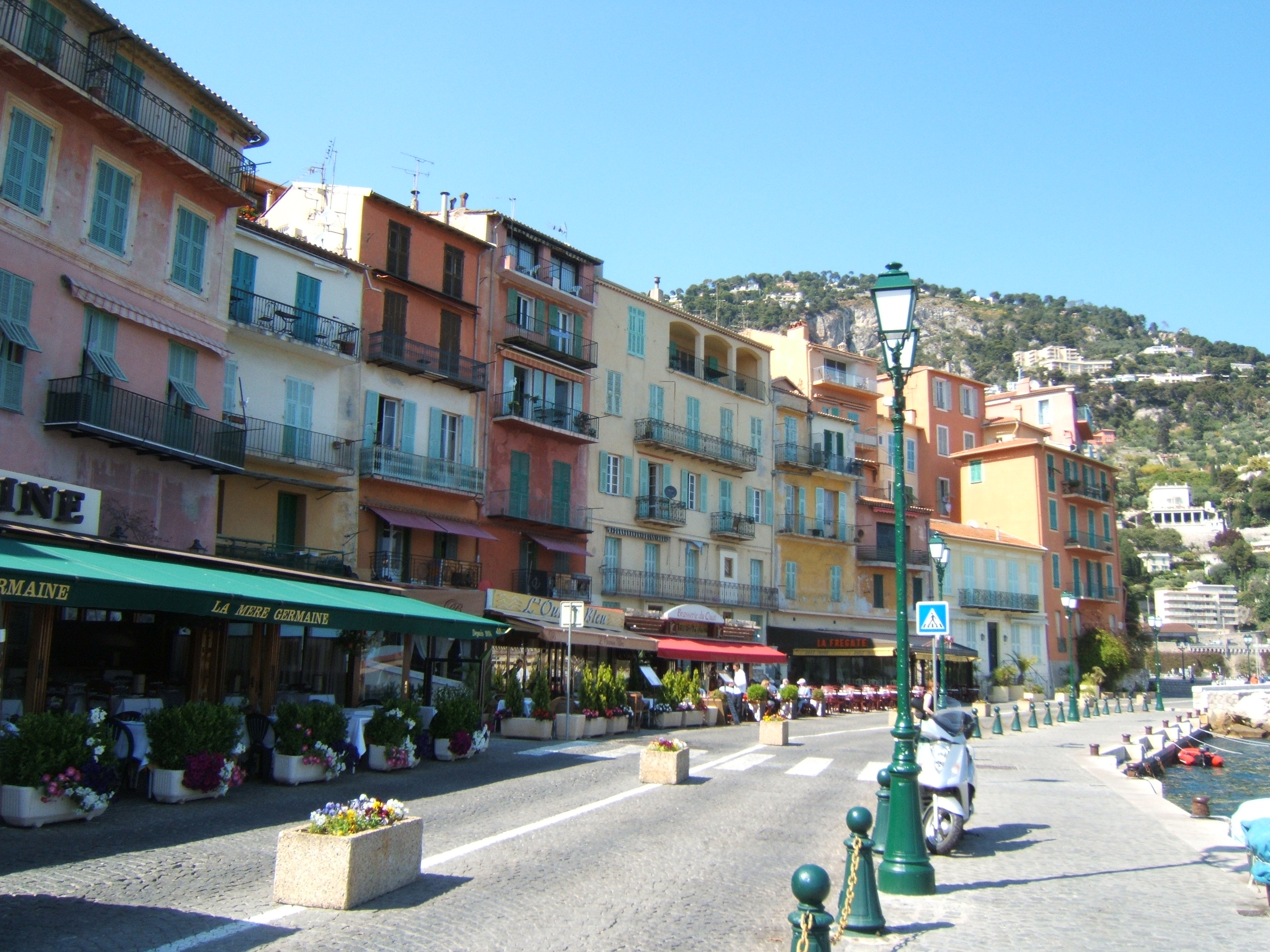
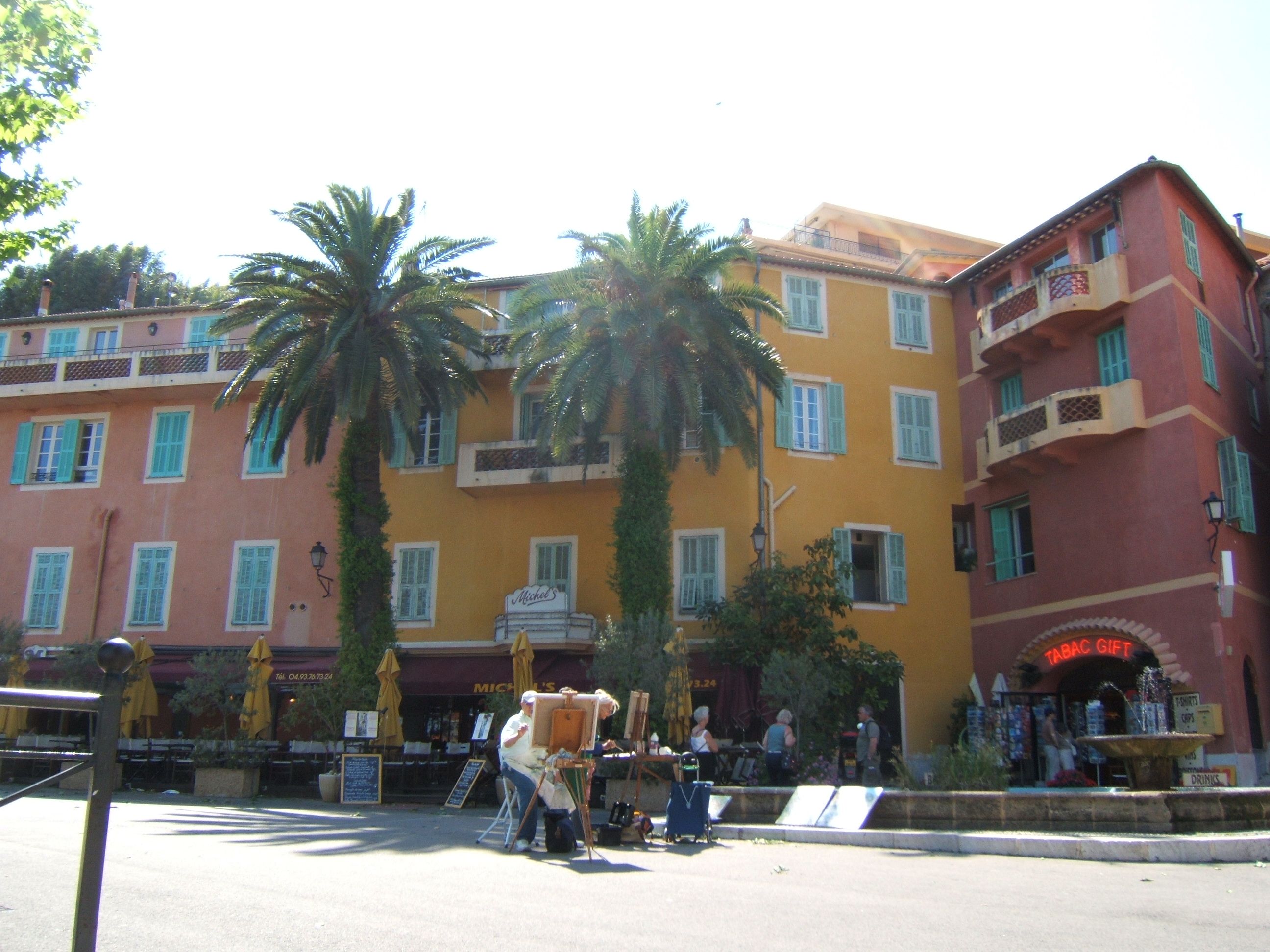
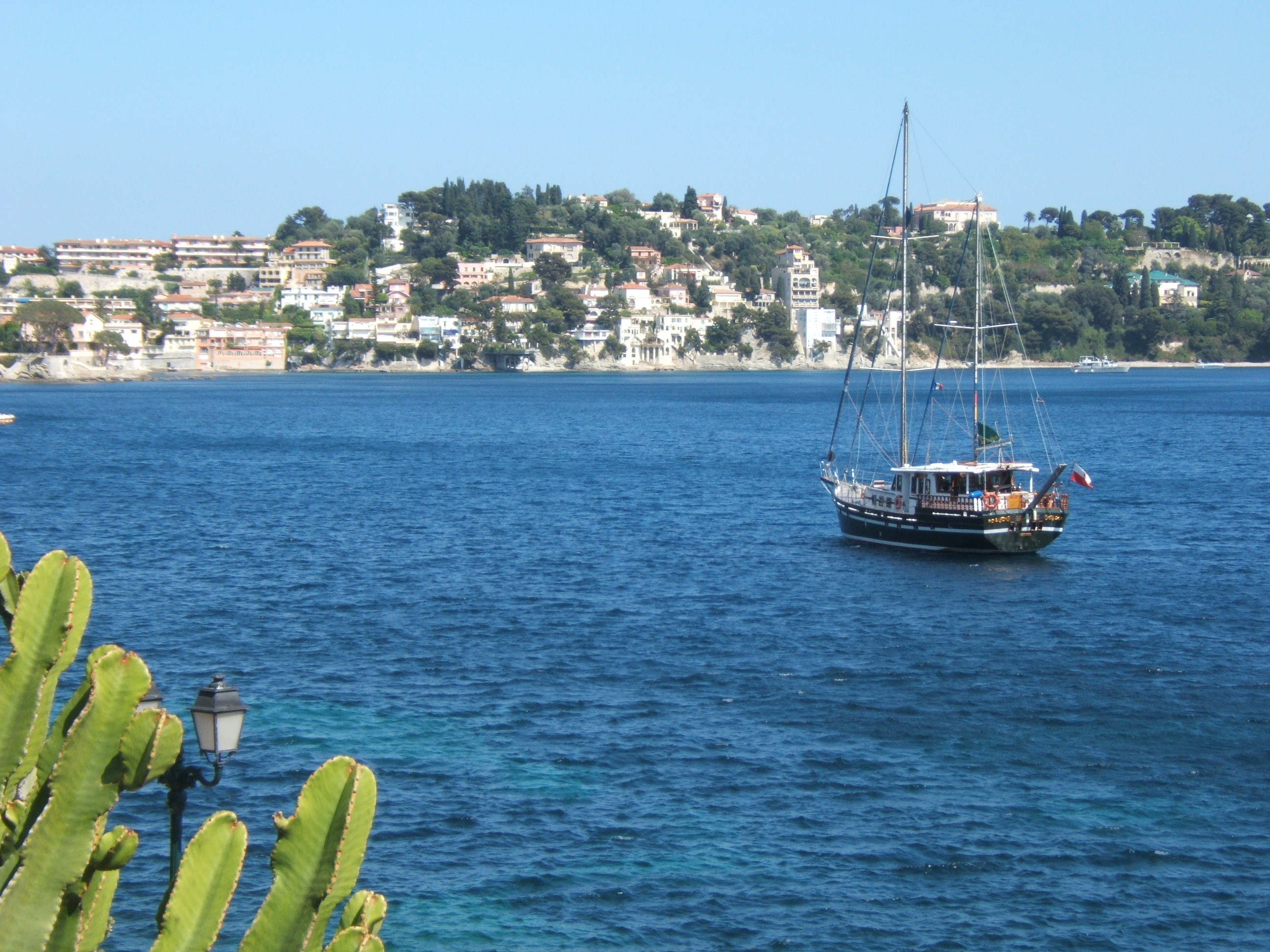
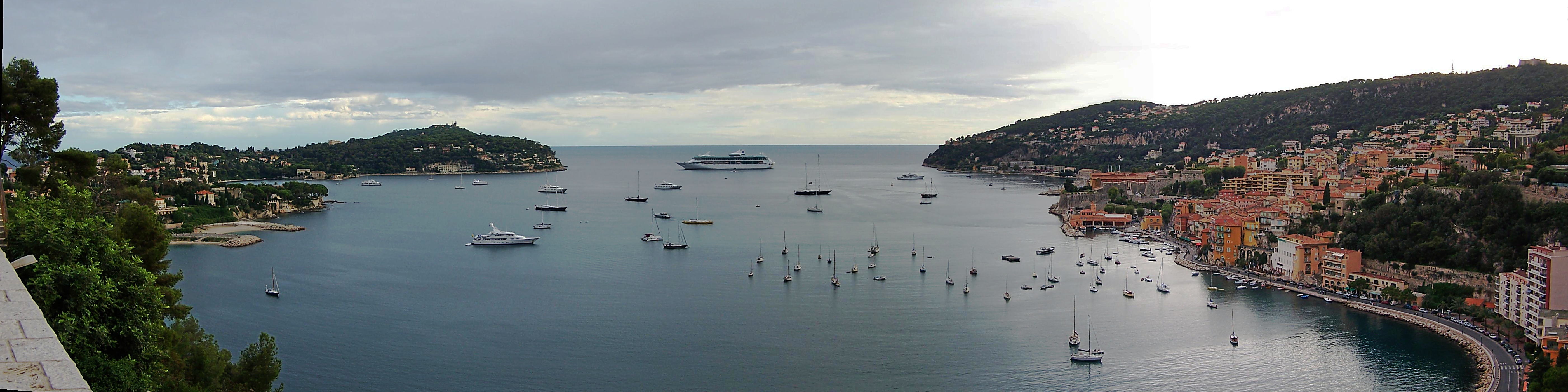
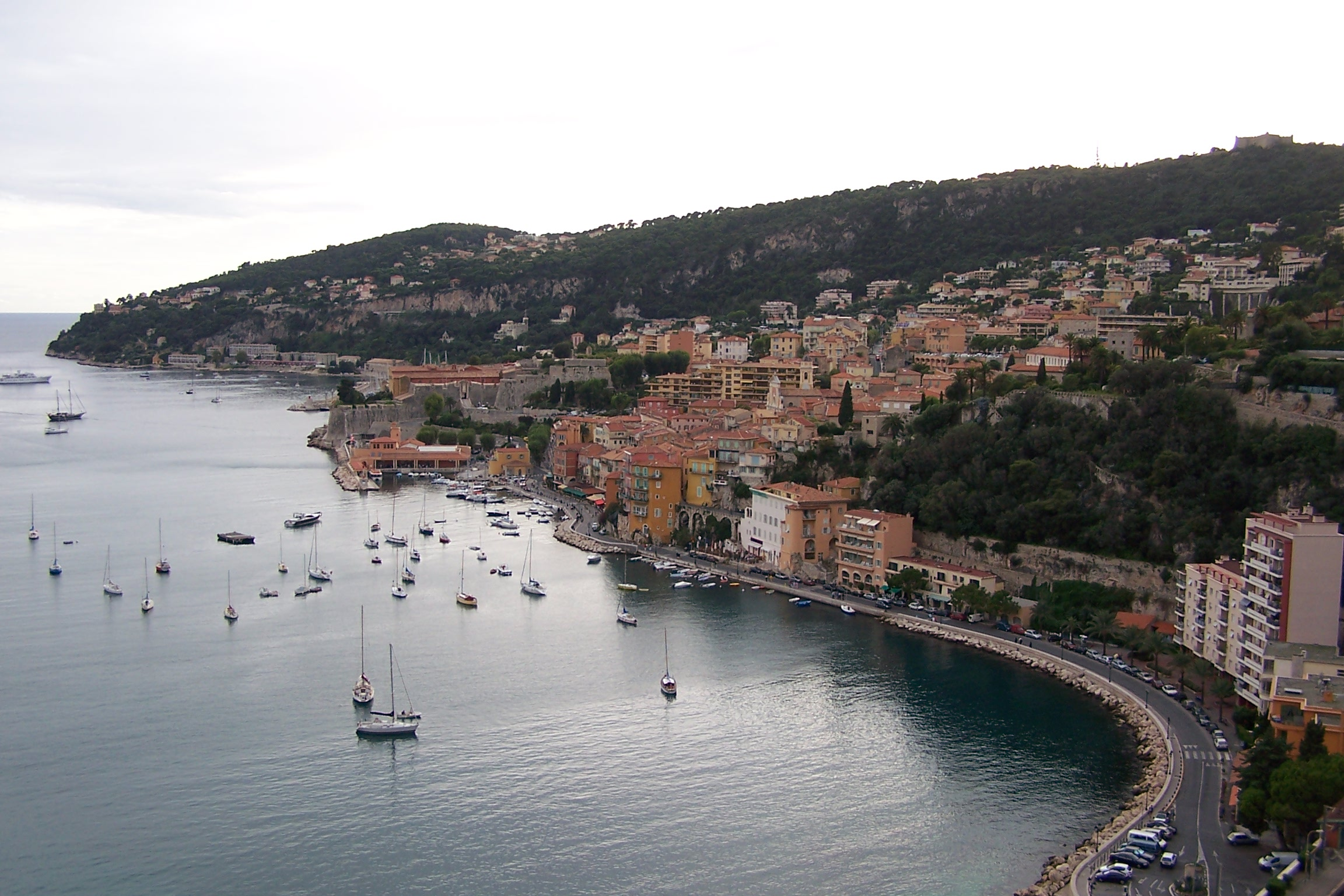
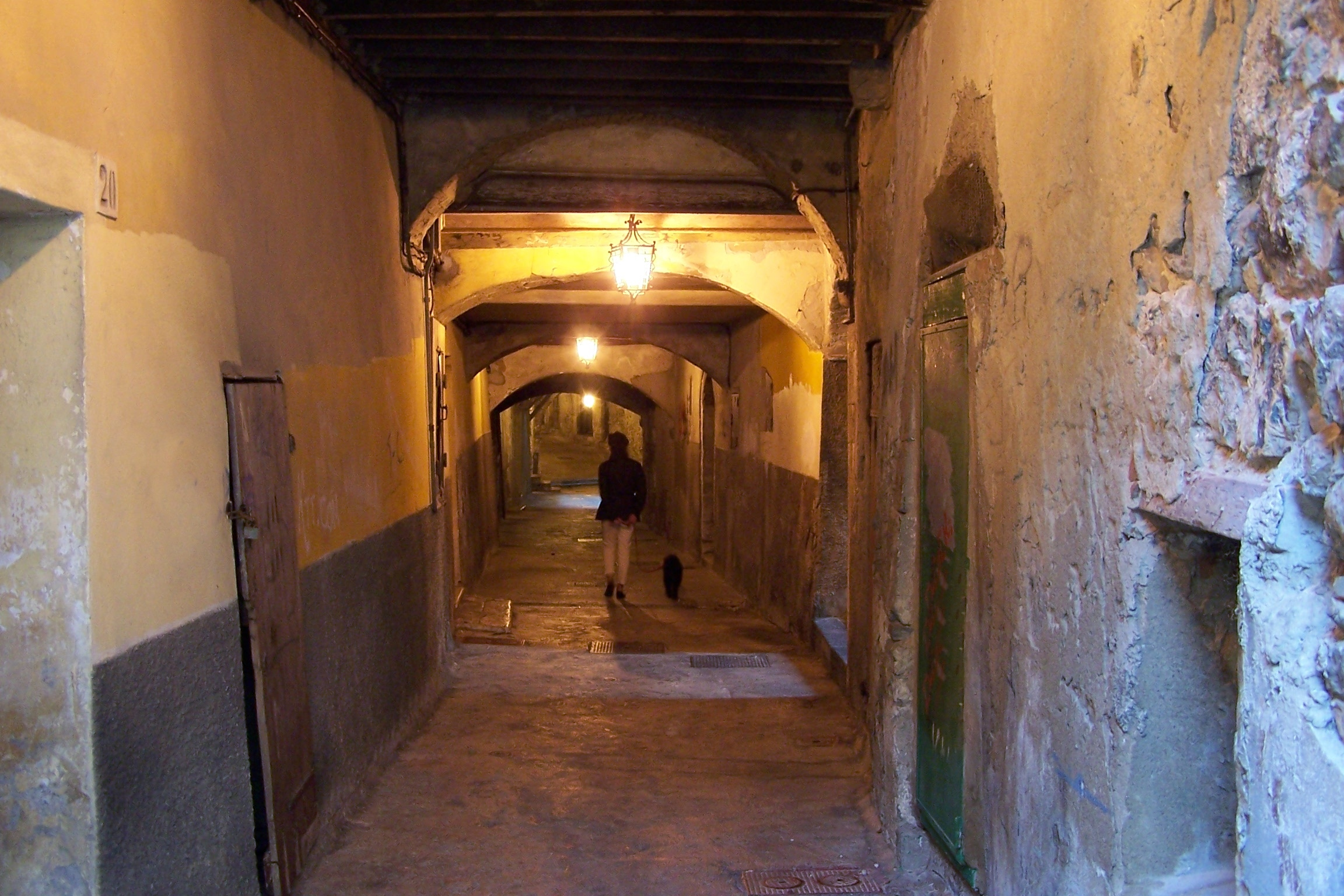
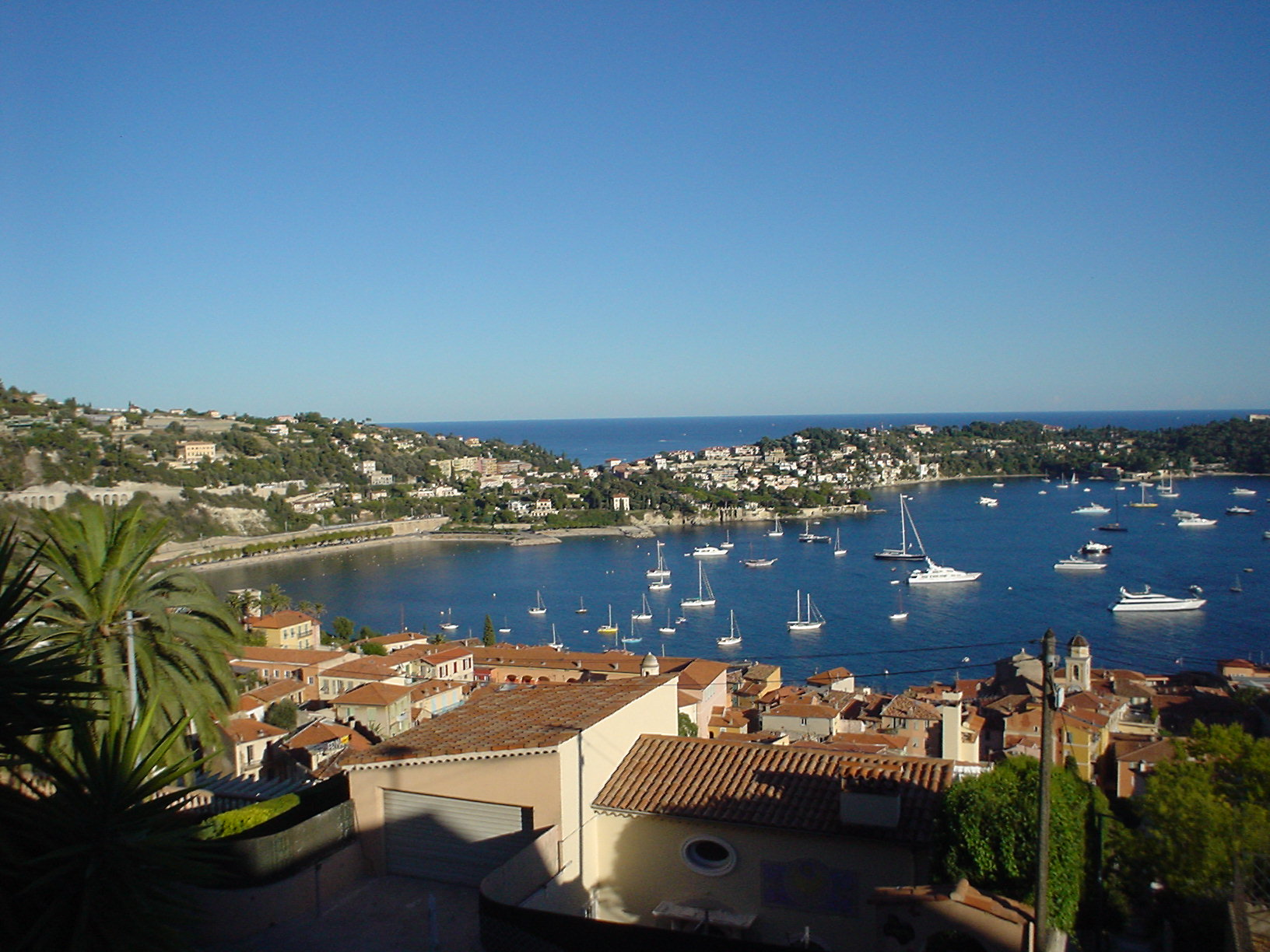
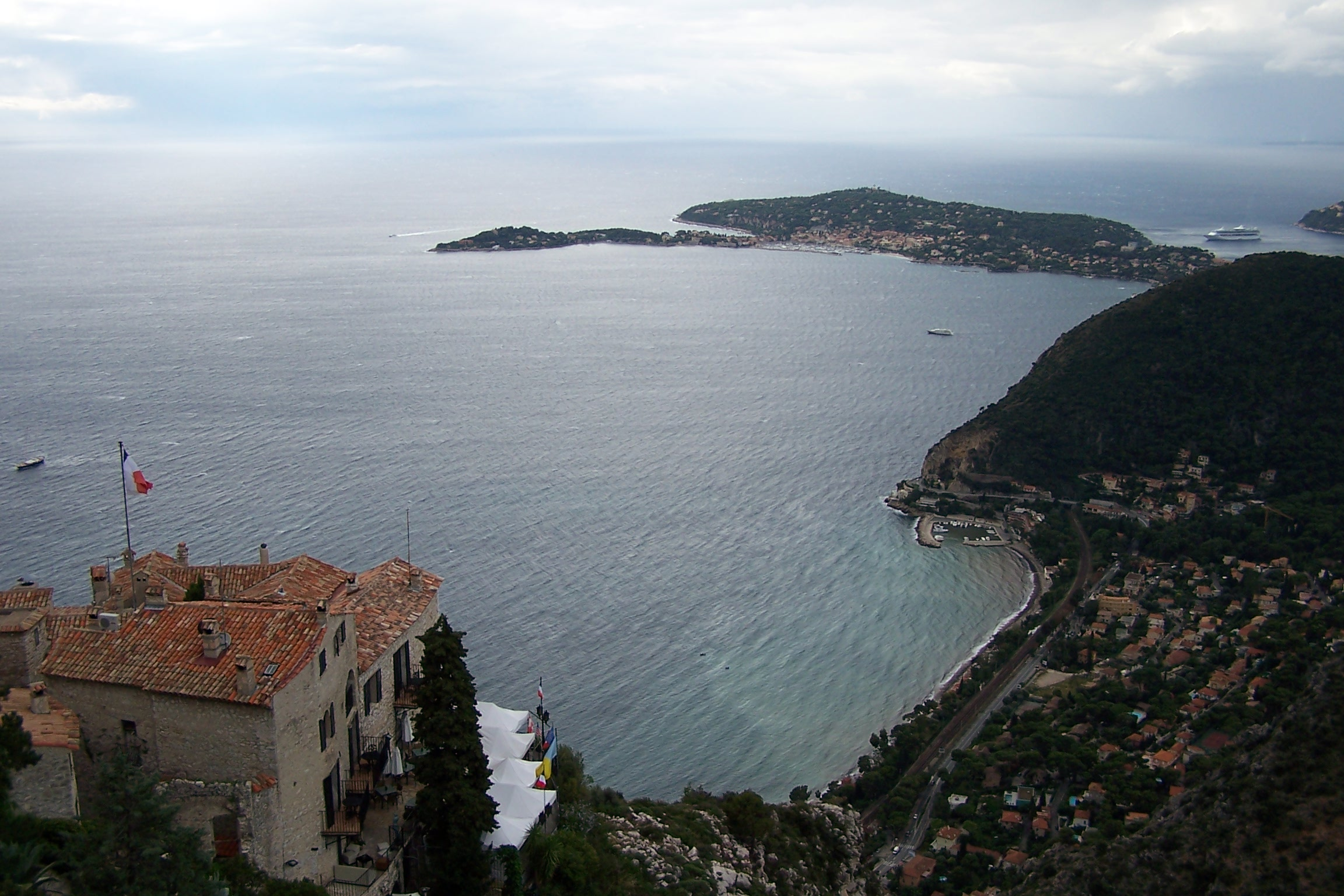
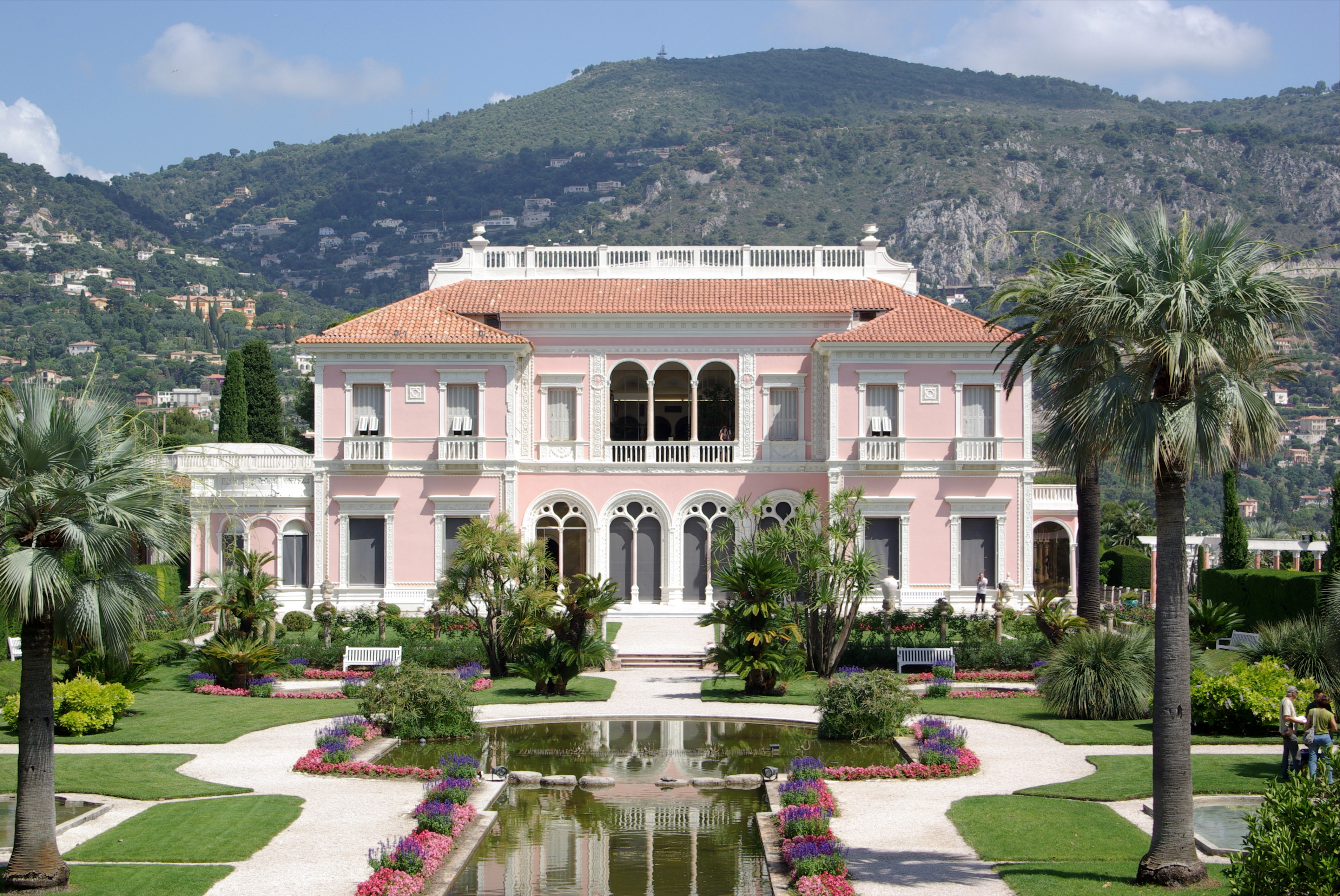
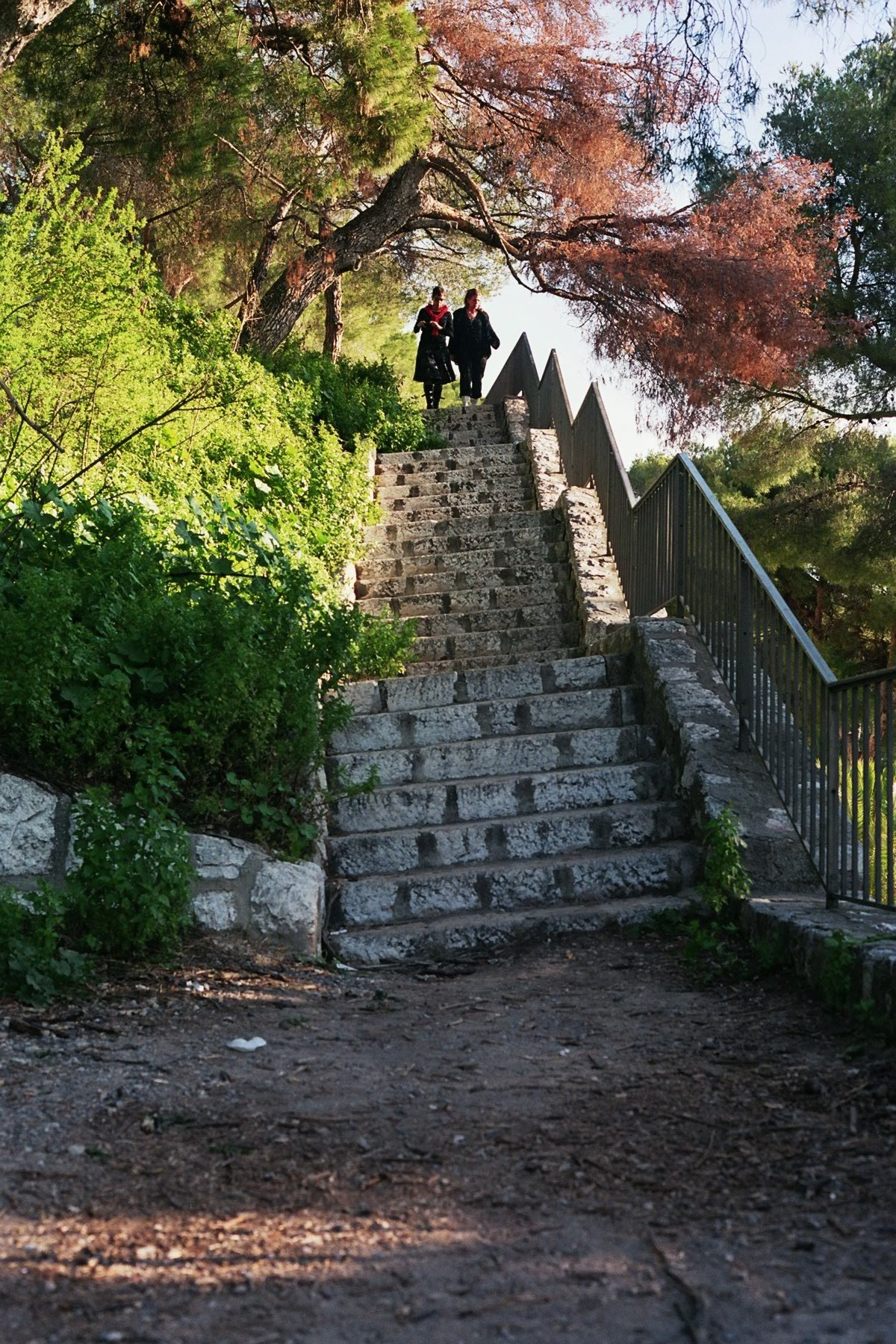
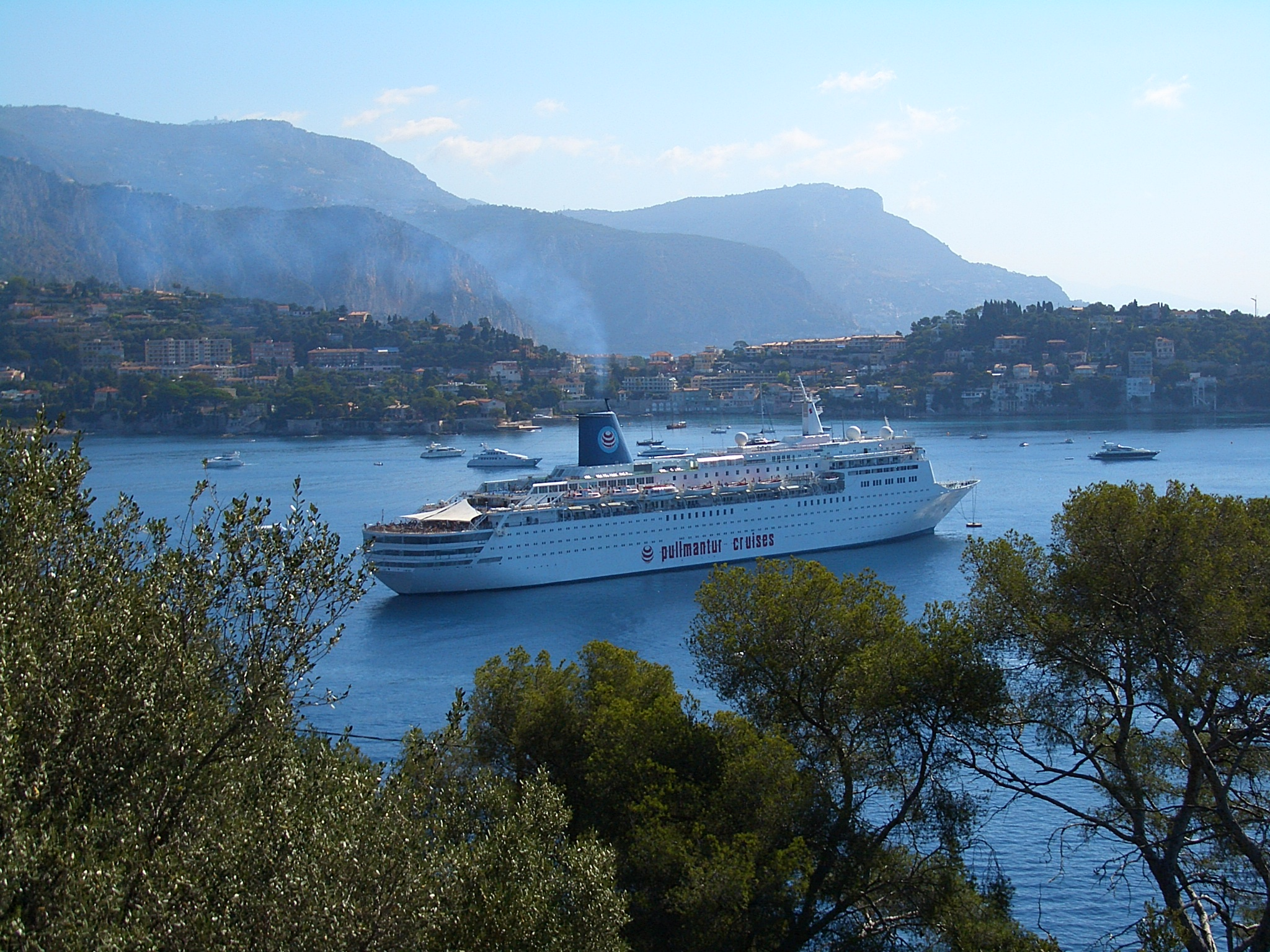
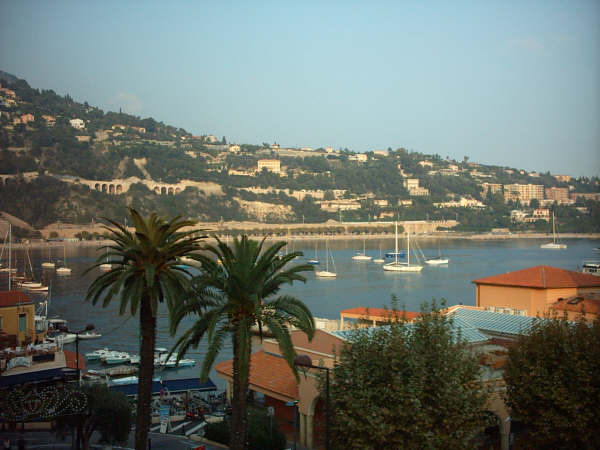
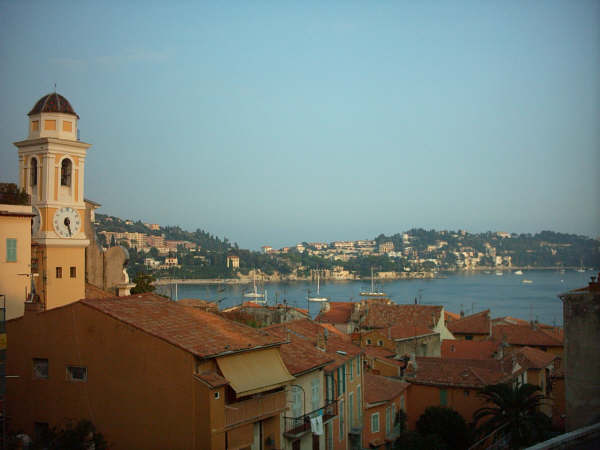